# Carlo Baldi
Carlo Baldi (Camerana, 16 marzo 1926 – Cuneo, 21 febbraio 2016) è stato un politico italiano.

## Biografia
Avvocato, attivo nella Coldiretti provinciale di Cuneo: nel 1957 venne eletto vicepresidente, poi presidente, facendo parte anche del direttivo regionale e nazionale.
Esponente della Democrazia Cristiana, nel 1956 viene eletto consigliere provinciale a Cuneo. Dal 1958 al 1976 è deputato alla Camera per un totale di quattro legislature. Diventa poi senatore nel 1976, restando in carica per tre mandati.
È stato per sottosegretario per l’Industria, il Commercio e l’Artigianato nel quarto e nel quinto governo Andreotti e nel primo governo Cossiga. Termina il proprio mandato parlamentare nel 1983.
Muore nel febbraio 2016, poche settimane prima di compiere 90 anni.